# Rivière Niagarette
Rivière Niagarette är ett vattendrag i Kanada.   Det ligger i provinsen Québec, i den sydöstra delen av landet, 300 km öster om huvudstaden Ottawa.
I omgivningarna runt Rivière Niagarette växer i huvudsak blandskog. Runt Rivière Niagarette är det ganska glesbefolkat, med 26 invånare per kvadratkilometer.